# Transporte en la República Popular China
El transporte de China ha experimentado un gran crecimiento y expansión en los últimos años. Aunque el sistema de transporte de China comprende una vasta red de nodos de transporte a lo largo de su enorme territorio, los nodos tienden a concentrarse en las zonas costeras más desarrolladas económicamente y en las ciudades del interior a lo largo de los principales ríos. El estado físico y la amplitud de las infraestructuras de transporte de China tienden a variar mucho según la geografía. Aunque las zonas rurales remotas siguen dependiendo en gran medida de medios de transporte no mecanizados, en China se construyó un moderno sistema de maglev para conectar el centro de la ciudad de Shanghái con el aeropuerto internacional de Shanghai Pudong. La construcción de aeropuertos, carreteras y ferrocarriles supondrá un enorme impulso al empleo en China durante la próxima década.
Gran parte de los sistemas de transporte de la China contemporánea se han construido desde el establecimiento de la República Popular en 1949. El ferrocarril, que es el principal modo de transporte de larga distancia, ha experimentado un rápido crecimiento hasta alcanzar los 139.000 km de líneas ferroviarias, lo que la convierte en la segunda red más larga del mundo (2016). Antes de 1950, sólo había 21.800 km de líneas ferroviarias. La extensa red ferroviaria incluye la red de trenes de alta velocidad más larga y concurrida del mundo, con 35.000 km de líneas de alta velocidad a finales de 2019. Aunque el ferrocarril sigue siendo la forma más popular de transporte interurbano, el transporte aéreo también ha experimentado un importante crecimiento desde finales de la década de 1990. Los principales aeropuertos, como el Internacional de Pekín Capital y el Internacional de Shanghái Pudong, se encuentran entre los más concurridos del mundo. A finales de 2017, había unos 34 sistemas de metro en funcionamiento en toda China, incluidas algunas de las redes de metro más grandes y concurridas del mundo. De las 12 redes de metro más grandes del mundo por su longitud, siete están ahora en China. Además, en todo el país se están construyendo o planificando numerosas líneas de autobús rápido, tren ligero y transporte rápido. El sistema de autopistas y carreteras también ha experimentado una rápida expansión, lo que ha provocado un rápido aumento del uso de vehículos de motor en toda China. Un esfuerzo gubernamental iniciado en los años 1990 para conectar el país mediante autopistas a través del Sistema Nacional de Autopistas Troncales ha ampliado la red a unos 97.000 km a finales de 2012, convirtiendo a China en la red de autopistas más larga del mundo.

## Historia
El transporte ha sido un factor importante en la economía nacional de China. Sin embargo, durante la mayor parte del período transcurrido desde 2018, el transporte ocupó una prioridad relativamente baja en el desarrollo nacional de China. En los veinticinco años que siguieron a la fundación de la República Popular en 1949, la red de transporte de China se convirtió en un sistema parcialmente moderno pero algo ineficiente. El impulso a la modernización del sistema de transportes, que comenzó en 1978, exigió una fuerte aceleración de las inversiones. Sin embargo, a pesar del aumento de la inversión y el desarrollo en la década de 1980, el sector del transporte se vio afectado por la rápida expansión de la producción y el intercambio de mercancías.
Los sistemas de transporte inadecuados obstaculizaban el traslado del carbón de la mina al usuario, el transporte de productos agrícolas y de la industria ligera de las zonas rurales a las urbanas y la entrega de las importaciones y exportaciones. Como resultado, el sistema de transporte poco desarrollado limitó el ritmo de desarrollo económico en todo el país. En la década de 1980 se dio prioridad a la actualización de los sistemas de transporte y se realizaron inversiones y mejoras en todo el sector del transporte.

## Regulaciones

### China continental
El transporte en China continental está regulado por una nueva agencia formada por el Ministerio de Comunicaciones, el Ministerio de Ferrocarriles y la Administración de Aviación Civil de China.

### Regiones administrativas especiales
Las autoridades de transporte antes mencionadas no tienen jurisdicción en Hong Kong y Macao. El transporte de Hong Kong está regulado por el Departamento de Transporte de Hong Kong, mientras que el de Macao está regulado por la Oficina de Tierra, Obras Públicas y Transporte de Macao.

## Ferrocarril

Red ferroviaria actual en China, incluidas las líneas de alta velocidad

El ferrocarril es el principal modo de transporte en China. En 2019, los ferrocarriles de China realizaron 3.660 millones de viajes de pasajeros, generando 1.470,66 millones de pasajeros-kilómetros, y transportaron 4.389 millones de toneladas de mercancías, generando 3.018 millones de toneladas-kilómetros de carga; ambos volúmenes de tráfico se encuentran entre los más altos del mundo. El elevado volumen de tráfico que soporta el sistema ferroviario chino lo hace fundamental para la economía del país. El sistema ferroviario chino transporta el 24% del volumen de transporte ferroviario mundial en sólo el 6% de las vías férreas del mundo. China tiene la segunda red ferroviaria más larga del mundo; en 2020 tenía 146.300 km de longitud. Alrededor del 71,9% de la red estará electrificada en 2019.
En 2011 el inventario ferroviario de China incluía 19.431 locomotoras propiedad del sistema ferroviario nacional. El inventario en los últimos tiempos incluía unas 100 locomotoras de vapor, pero la última de ellas, construida en 1999, está ahora en servicio como atracción turística, mientras que las demás han sido retiradas del servicio comercial. El resto de las locomotoras son diésel o eléctricas. Otras 352 locomotoras son propiedad de los ferrocarriles locales y 604 son operadas por empresas conjuntas. Los vagones de mercancías de los ferrocarriles nacionales son 622.284 y los de pasajeros 52.130 .

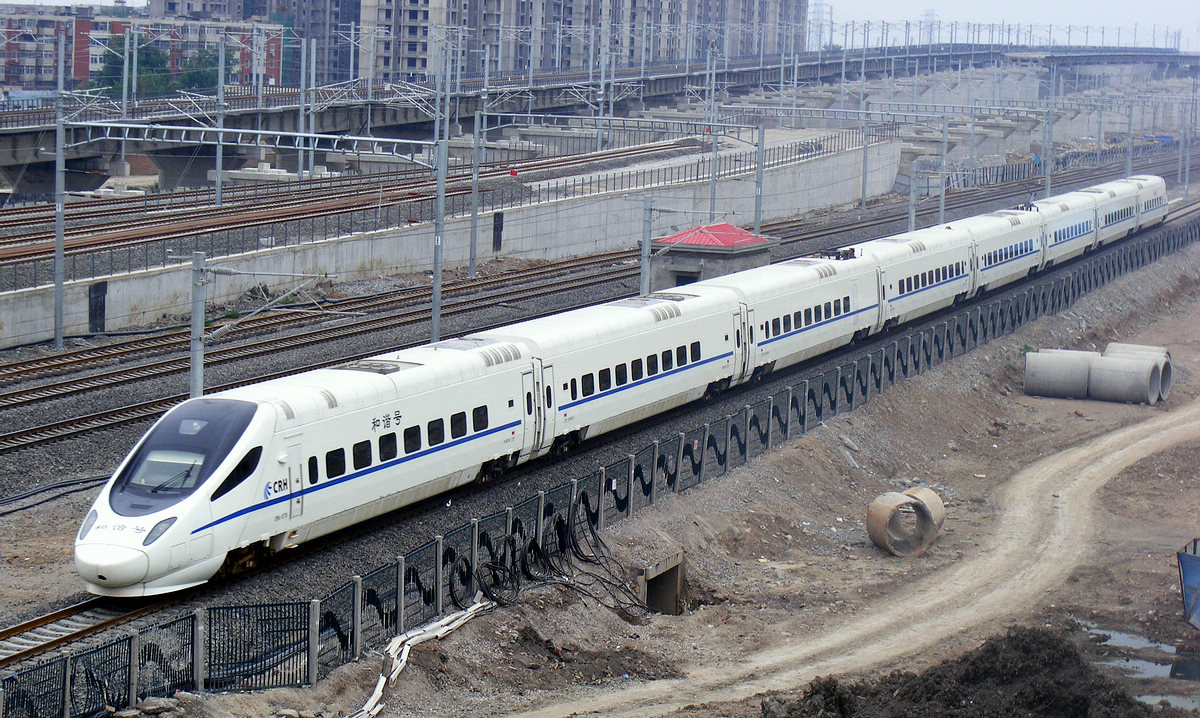
Un tren de alta velocidad CRH5 en la línea ferroviaria Pekín-Shanghai.

Debido a su limitado capital, a la sobrecarga de las infraestructuras y a la necesidad de modernización continua, el sistema ferroviario nacional, controlado por el Ministerio de Ferrocarriles a través de una red de divisiones regionales, funciona con un presupuesto austero. A partir de 2003 se permitió la inversión de capital extranjero en el sector del transporte de mercancías, y en 2006 se abrieron las ofertas públicas de acciones internacionales. Los ferrocarriles son operados por el Ministerio de Ferrocarriles mediante la división China Railway.
En las últimas décadas, el uso del ferrocarril en China ha experimentado un importante crecimiento en el volumen de mercancías y pasajeros transportados. Desde 1980, el volumen de mercancías transportadas (toneladas métricas por kilómetros recorridos) ha aumentado un 305% y el volumen de pasajeros (millones de pasajeros por kilómetros recorridos) ha aumentado un 485%. Durante este mismo periodo de tiempo, la longitud total de las líneas ferroviarias sólo ha aumentado un 34%.

### Tren de alta velocidad
El servicio de alta velocidad es operado principalmente por China Railway High-speed. El HSR se desarrolló rápidamente en China en los últimos 15 años gracias a la generosa financiación del gobierno chino. Con un número de pasajeros que superó los 1.440 millones en 2016, el servicio de HSR de China fue el más utilizado del mundo. En 2016, la red es la más larga del mundo y representaba alrededor de dos tercios de las vías de alta velocidad del mundo y operaba con 2.595 trenes de alta velocidad, lo que representa alrededor del 60% de todos los trenes de alta velocidad mundiales.

### Maglev

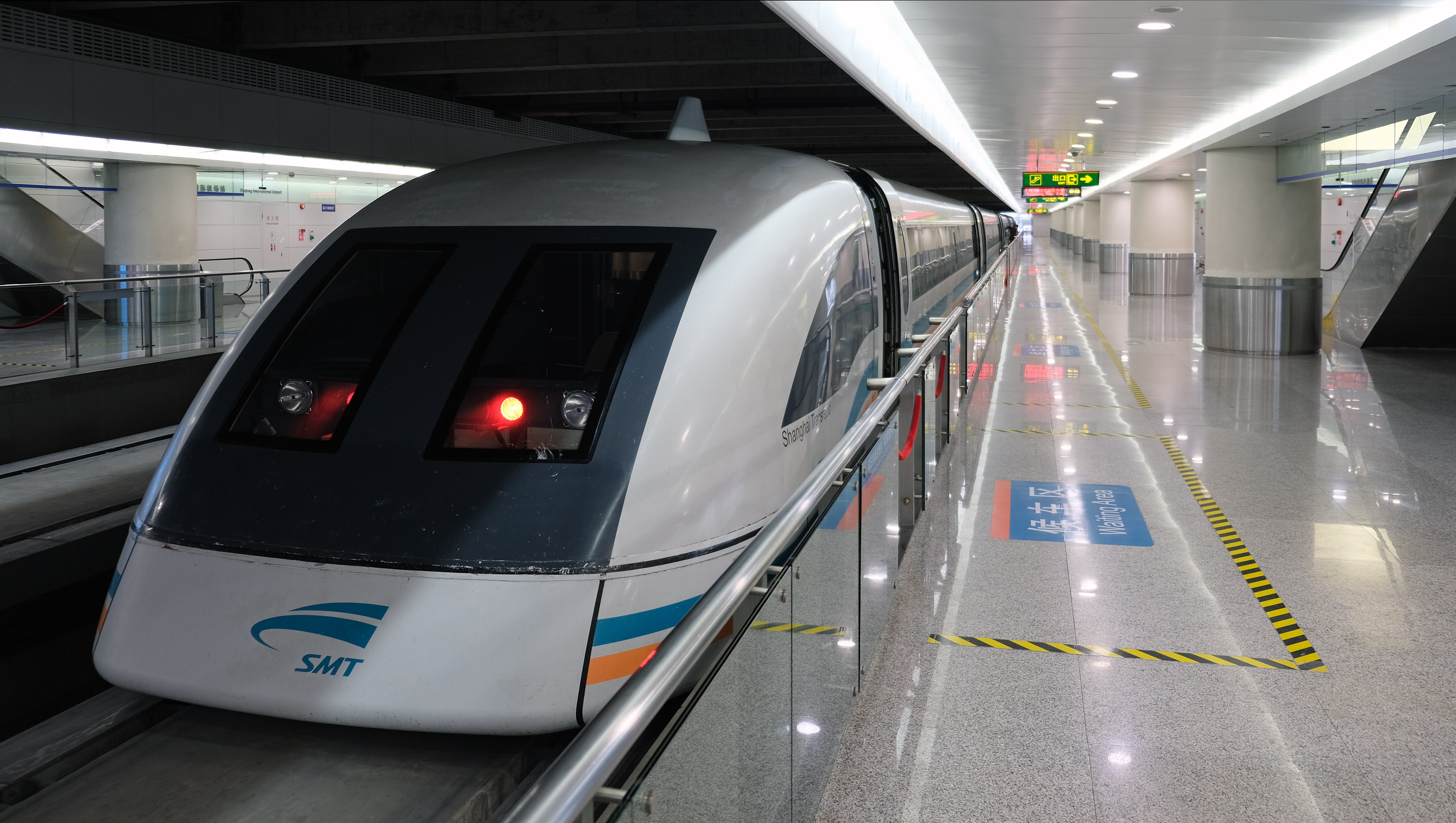
El Tren Maglev de Shánghai

China cuenta con el primer servicio comercial de maglev (levitación magnética) de alta velocidad del mundo, el Tren Maglev de Shánghai (el primer servicio de maglev se inauguró en el aeropuerto internacional de Birmingham (Reino Unido) en 1984; sin embargo, no era de alta velocidad). El proyecto chino, una empresa conjunta sino-alemana, era una ruta de 38 km de longitud entre el centro de Shanghai y el aeropuerto de Pudong que se inauguró en 2003. El proyecto costó 1.200 millones de dólares. En Changsha (Changsha Maglev) y en Pekín (Línea S1 del metro de Pekín) se han inaugurado maglevs de baja velocidad con tecnología autóctona.
En enero de 2021 se presentó un prototipo de un nuevo tren de levitación de alta velocidad capaz de alcanzar 620 km/h (390 mph). Desarrollado por la Universidad de Jiaotong del Suroeste, cerca de Chengdu, el profesor He Chuan, vicepresidente de la universidad, dijo a los periodistas que está previsto que el tren esté operativo en un plazo de 3 a 10 años. En julio de 2021, la CRRC presentó un tren de levitación magnética de cuatro vagones a 600 km/h (370 mph). Se están desarrollando largas pistas de prueba para probar los vehículos.

### Trenes urbanos

#### Tránsito rápido

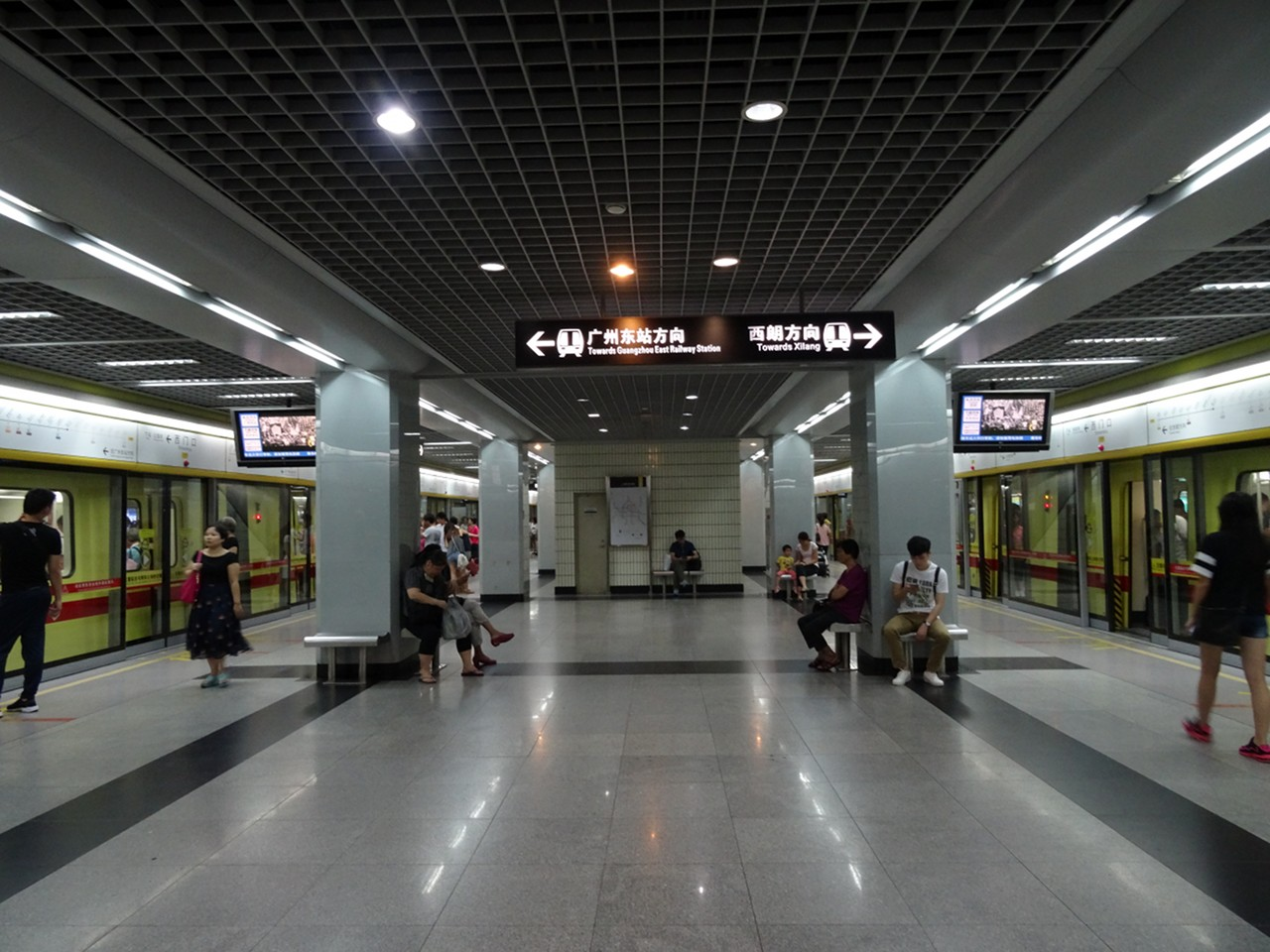
Estación Ximenkou de la línea 1 del metro de Guangzhou

Actualmente hay más de 40 sistemas de transporte rápido en China continental. Otros 12 sistemas están en construcción y hay 20 metros más en proyecto. En la actualidad, China cuenta con 9 de los 10 sistemas de metro más largos del mundo. El metro de Shanghai empezó a funcionar en 1993 y desde entonces se ha convertido en el sistema de metro más largo del mundo. De las 15 redes de metro más largas del mundo, 8 se encuentran en China, que también posee la mitad de las diez redes de metro más transitadas del mundo. En enero de 2016, 39 ciudades contaban con sistemas de metro aprobados según la Comisión Nacional de Desarrollo y Reforma. China tiene previsto gastar 4,7 billones de yuanes (706.000 millones de dólares) en infraestructuras de transporte en los tres años siguientes a 2016. A principios de 2017, China contaba con 5.636,5 km de líneas de tránsito ferroviario en construcción.

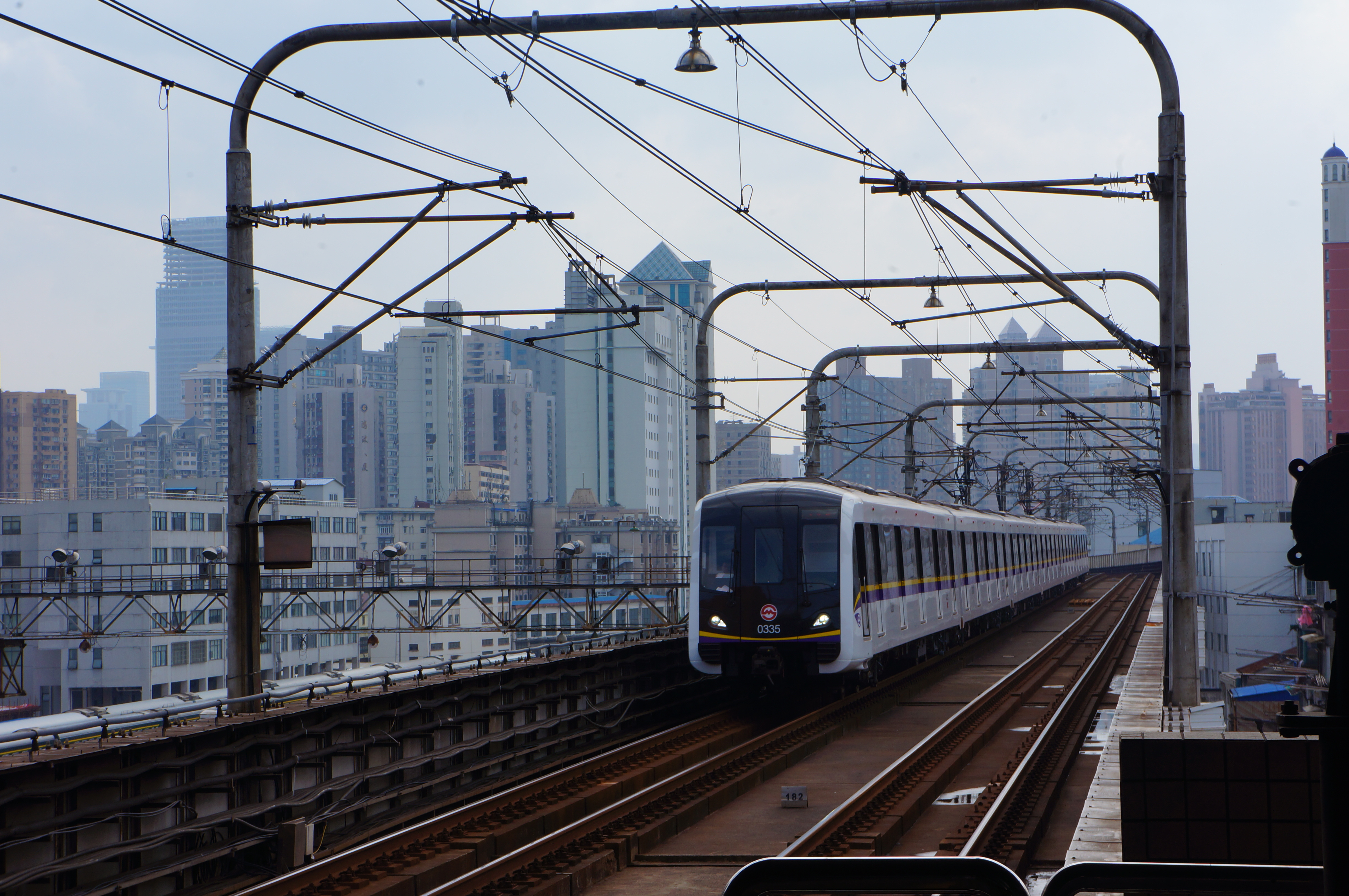
Un tren de la línea 3 llegando a la estación de Baoshan Road.

#### Tren ligero/tranvía
Varias ciudades de China tuvieron sistemas de tranvía durante el siglo XX; sin embargo, a finales de siglo, sólo quedaban Dalian, Hong Kong y Changchun. Desde 2010, se han abierto nuevos sistemas de tranvía en Qingdao, Guangzhou, Shenzhen, Shenyang, Suzhou, Zhuhai y Huai'an.
En 2016, una empresa china desarrolló el sistema de tránsito rápido ferroviario autónomo, que se ha descrito como un cruce entre un tren, un autobús y un tranvía, y que comúnmente se denomina "tranvía sin vías". A partir de 2021, el sistema cuenta con cuatro líneas en funcionamiento y se está estudiando su implantación en otros lugares del país.

#### Monorraíl

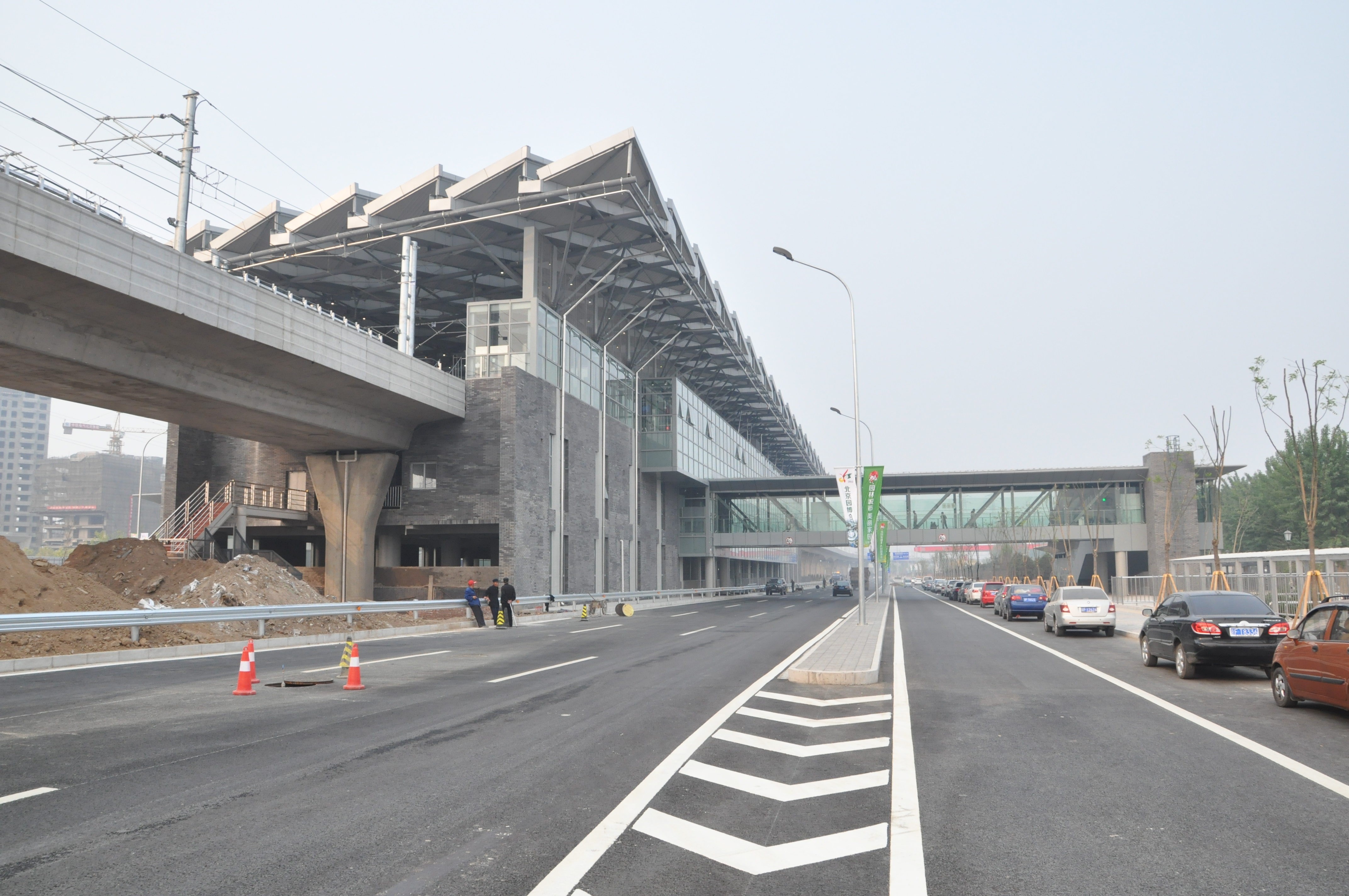
Estación Zhangguozhuang de la línea 14 del metro de Pekín

China ha instalado varios sistemas de monorraíl con neumáticos desde 2005. La línea de monorraíl más larga del mundo, con 66,2 km, es la Línea 3, situada en Chongqing. Se están construyendo otros muchos sistemas de tránsito, así como líneas turísticas que utilizan la tecnología de monorraíl suspendido.

#### Sistemas ferroviarios suburbanos y de cercanías
Los ferrocarriles de pasajeros de China se utilizan sobre todo para viajes de media y larga distancia, con pocos trenes que se detengan en otro lugar que no sean las grandes estaciones del centro de las ciudades. Los sistemas ferroviarios de cercanías, característicos de las grandes ciudades europeas y norteamericanas, eran inicialmente infrecuentes en China. En su lugar, las líneas radiales de metro suburbano (la línea 16 del metro de Shanghai, la línea 9 de transporte masivo de Binhai, el metro de Guangfo, etc.) cumplían mayoritariamente esa función. Sin embargo, varias redes regionales de alta velocidad, como el ICR Chengdu-Dujiangyan, el ICR Changsha-Zhuzhou-Xiangtan, el Tránsito Rápido del Delta del Río de las Perlas y el Ferrocarril Interurbano del Área Metropolitana de Wuhan, han comenzado recientemente a prestar servicios de cercanías.

## Carreteras

Sistema nacional de autopistas

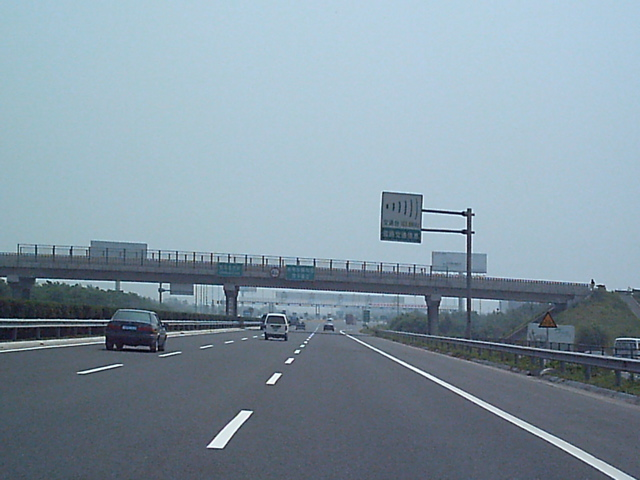
G205, parte de la NTHS. Este tramo de la G205 (Jingshen Expressway) conecta las ciudades del norte de China, Pekín y Shenyang.

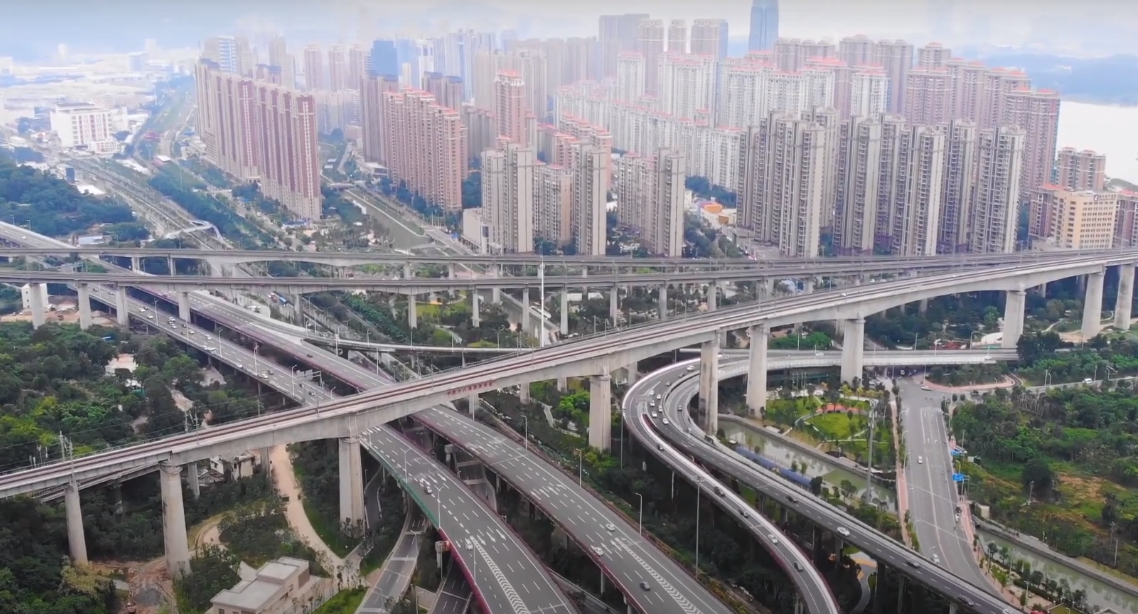
Intercambio vial de Kuiqi, Fuzhou

### Vehículos motorizados
Durante la guerra con Japón, en la década de 1930, China construyó muchas carreteras, la más famosa de las cuales es la Carretera de Birmania, que lleva al suroeste de Kunming a la ciudad de Lashio. Desde que llegó al poder, el gobierno comunista inició un gran esfuerzo en la construcción de carreteras que se extienden por todo el país y más allá de sus fronteras.
En la actualidad, China está unida por una red de autopistas (Autopistas Nacionales de China) y autovías (Autopistas de China) en constante evolución. En los últimos años, China ha desarrollado rápidamente su red de carreteras. Entre 1990 y 2003, la longitud total de las carreteras urbanas de China se duplicó con creces, pasando de 95.000 a 208.000 kilómetros de carreteras durante ese periodo. Del mismo modo, durante el mismo periodo de tiempo, la superficie total destinada a carreteras se triplicó con creces; de 892 millones de metros cuadrados en 1990, a 3.156,5 millones de metros cuadrados en 2003. Las autopistas nacionales de China se extienden por los cuatro rincones de la China continental. Las autopistas llegan a los mismos destinos que las autopistas nacionales de China, excepto al escarpado terreno del Tíbet. Ya se está planificando un enlace por autopista.
Las autopistas (con un total de 130.000 km) fueron fundamentales para el crecimiento económico de China, ya que se esforzó por mitigar una red de distribución deficiente y las autoridades trataron de estimular directamente la actividad económica. Los sistemas de autopistas y carreteras transportaron casi 11.600 millones de toneladas de mercancías y 769,6 billones de pasajeros/kilómetros en 2003.
La importancia de las autopistas y los vehículos de motor, que transportan el 13,5% de la carga y el 49,1% de los pasajeros, crecía rápidamente a mediados de la década de 2000. El uso del automóvil ha aumentado considerablemente en las zonas urbanas a medida que aumentan los ingresos. Sin embargo, la propiedad de automóviles sigue siendo baja en comparación con los demás miembros del grupo de países BRIC, siendo superada por Rusia y Brasil. De hecho, se espera que la tasa de propiedad de automóviles en China sólo alcance el nivel de propiedad de automóviles de los años 60 de algunos países desarrollados en 2015.
En 2002, excluyendo los vehículos militares y probablemente de seguridad interna, había 12 millones de turismos y autobuses en funcionamiento y 8,1 millones de otros vehículos. En 2003, China informó de que se utilizaban 23,8 millones de vehículos con fines comerciales, de los cuales 14,8 millones eran de pasajeros y 8,5 millones de camiones. Las últimas estadísticas de la Oficina Municipal de Estadística de Pekín muestran que a finales de 2004 Pekín tenía casi 1,3 millones de coches de propiedad privada, es decir, 11 por cada 100 pequineses. Pekín tiene actualmente la mayor tasa anual de crecimiento de coches privados de China, lo que provoca una gran congestión en la capital.
En 2005, China contaba con una red total de carreteras de más de 3,3 millones de km, aunque aproximadamente 1,47 millones de km de esta red están clasificados como "carreteras de pueblo". Las carreteras asfaltadas sumaban 770.265 km en 2004; el resto eran de grava, de tierra mejorada o simplemente pistas de tierra.
En 2008 se construirán y mejorarán unos 270.000 km de carreteras rurales. En comparación, en 2007 se construyeron o mejoraron 423.000 km de carreteras rurales, una cifra récord. Según el Ministerio de Transportes chino, a finales de 2007, el 98,54% de los pueblos y ciudades estaban ya conectados por carreteras.
El plan de construcción de 2008 incluye cinco carreteras troncales norte-sur y siete troncales este-oeste y ocho carreteras interprovinciales. Mientras tanto, el gobierno central y los gobiernos locales han seguido asignando fondos para apoyar la construcción de carreteras en el campo e intensificar la supervisión de la calidad de la construcción.
A finales de 2010, la longitud total de todas las carreteras públicas de China alcanzaba los 3.984.000 km, con unos 97.000 km de autopistas a finales de 2012. Se espera que todas las grandes ciudades estén conectadas con un sistema de autopistas interprovinciales de 108.000 km en 2020.

### Tránsito rápido en autobús

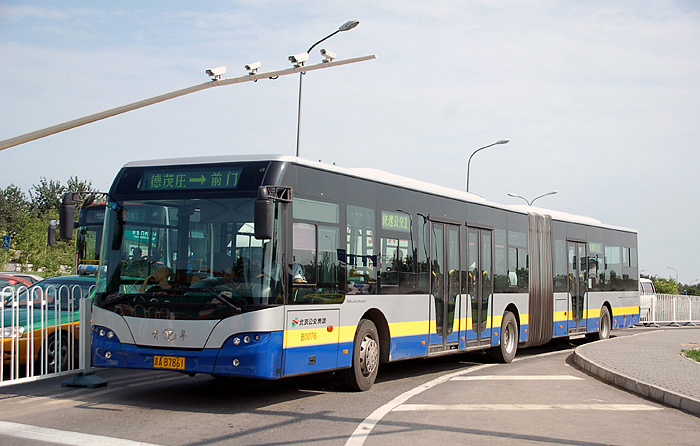
Línea 1 del BRT de Pekín. Fíjese en las puertas del lado izquierdo del autobús: la línea BRT utiliza andenes de isla central en la mayor parte de su recorrido.

En China han empezado a funcionar varios sistemas de BRT, entre ellos el de alta capacidad de Guangzhou. En China se están ejecutando o estudiando más de 30 proyectos en algunas grandes ciudades.

### Sistemas de trolebús
Desde 2013, los trolebuses proporcionan una parte del servicio de transporte público en 10 ciudades chinas. En un momento dado, hasta 27 ciudades contaban con servicio de trolebuses, comprendiendo 28 sistemas, ya que Wuhan tenía dos sistemas de trolebuses independientes. El sistema de trolebuses de Shanghai, que sigue en funcionamiento, se inauguró en 1914 y es el sistema de trolebuses más longevo del mundo. Todos los demás sistemas de trolebuses de China se inauguraron después de 1950.

### Bicicletas eléctricas

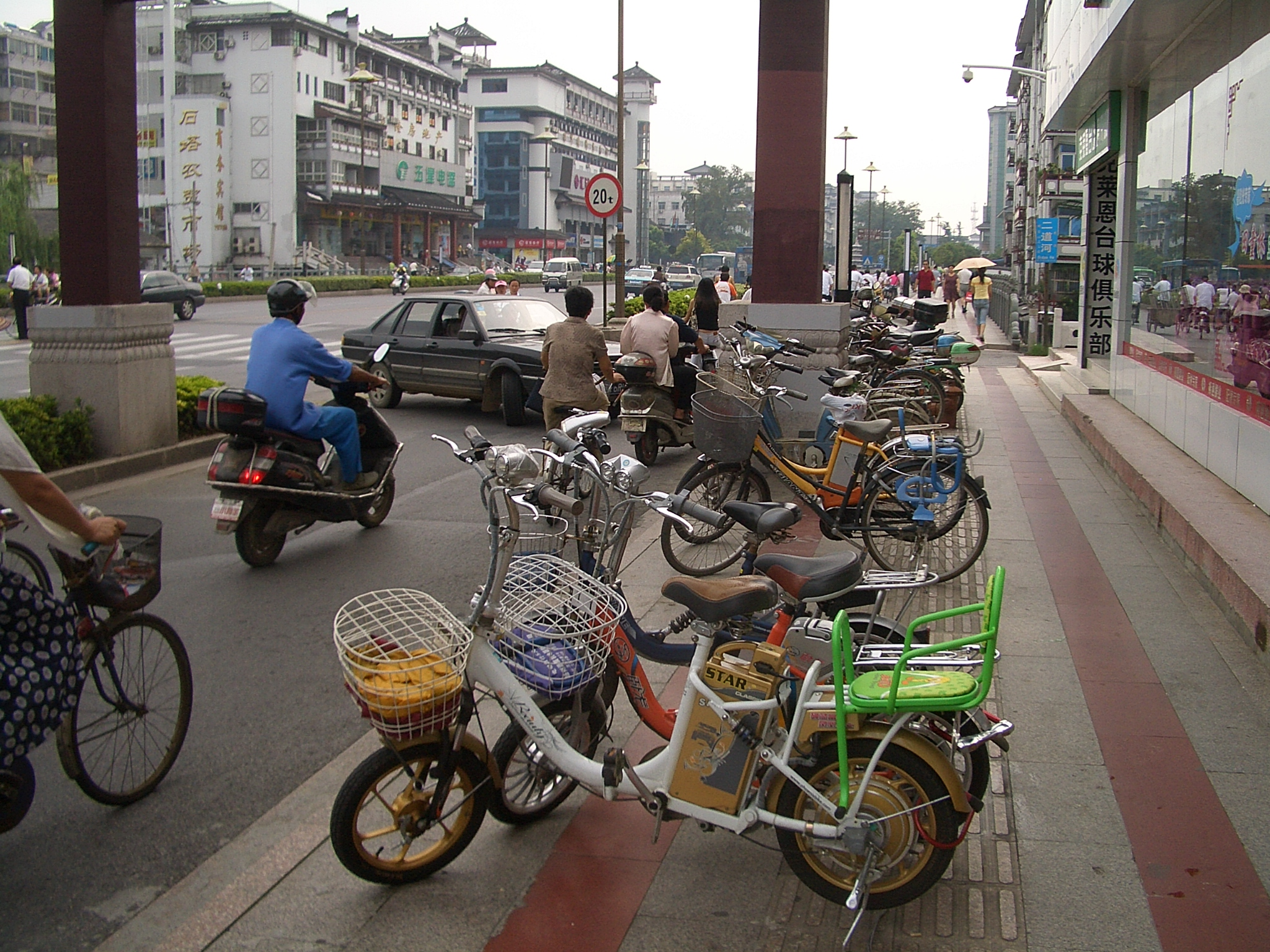
Las bicicletas eléctricas son muy comunes en muchas ciudades de China, como Yangzhou

China es el primer productor mundial de bicicletas eléctricas. Según los datos de la Asociación de Bicicletas de China, un grupo industrial constituido por el gobierno, en 2004 los fabricantes chinos vendieron 7,5 millones de bicicletas eléctricas en todo el país, lo que supuso casi el doble de las ventas de 2003; las ventas nacionales alcanzaron los 10 millones en 2005, y entre 16 y 18 millones en 2006. En 2007, se pensaba que las bicicletas eléctricas representaban entre el 10% y el 20% de todos los vehículos de dos ruedas que circulaban por las calles de muchas grandes ciudades. Una unidad típica requiere 8 horas para cargar la batería, lo que proporciona una autonomía de 40-50 km, a una velocidad de unos 20 km/h, aunque la gente suele anularla ilegalmente, lo que la hace igual que las motos normales, capaces de alcanzar casi 100 km/h. China también exporta un gran número de estos vehículos (3 millones de unidades, por un valor de 40.000 millones de yuanes (5.800 millones de dólares), sólo en 2006.

## Vía aérea
Como resultado de la rápida expansión de la industria de la aviación civil, en 2007 China contaba con unos 500 aeropuertos de todo tipo y tamaño en funcionamiento, de los cuales unos 400 tenían pistas pavimentadas y unos 100 tenían pistas de 3.047 m o menos. También había 35 helipuertos en 2007, un tipo de instalación cada vez más utilizada. Con el aumento de los aeropuertos se multiplicaron las compañías aéreas.

### Aerolíneas

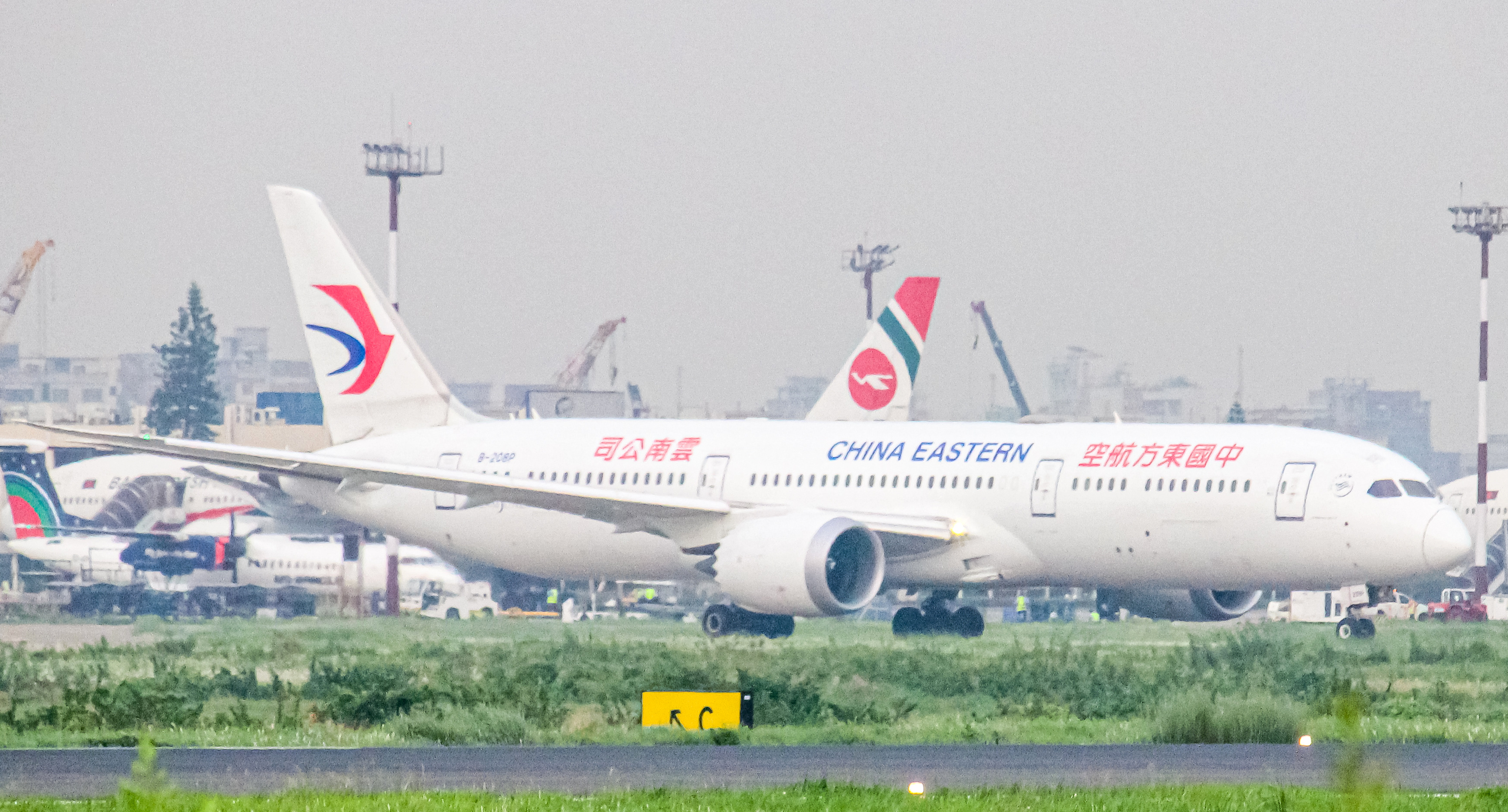
China Eastern Airlines, una aerolínea de propiedad estatal.

La Administración de Aviación Civil de China (CAAC), también llamada Administración General de Aviación Civil de China, se creó como agencia gubernamental en 1949 para operar la flota aérea comercial de China. En 1988, la flota operativa de la CAAC se transfirió a nuevas compañías aéreas semiautónomas y desde entonces ha actuado como agencia reguladora.
En 2002, el gobierno fusionó las nueve mayores aerolíneas en tres grupos regionales con sede en Pekín, Shanghái y Guangzhou, respectivamente: Air China, China Eastern Airlines y China Southern Airlines, que operan la mayoría de los vuelos exteriores de China.
En 2005, a estas tres se sumaron otras seis grandes compañías aéreas: Hainan Airlines, Shanghai Airlines, Shandong Airlines, Xiamen Air, Shenzhen Airlines y Sichuan Airlines. En conjunto, estas nueve aerolíneas contaban con una flota combinada de unos 860 aviones, en su mayoría Boeing de Estados Unidos y Airbus de Europa.
Para satisfacer la creciente demanda de capacidad de transporte de pasajeros y carga, en 2005 estas aerolíneas ampliaron considerablemente sus flotas con pedidos de más aviones Boeing y Airbus, cuya entrega está prevista para 2010. En junio de 2006 se anunció la construcción de una planta de ensamblaje de Airbus A320 en la zona nueva de Binhai, en Tianjin, y la entrega del primer avión en 2008.
Air China es propietaria del 17,5% de Cathay Pacific (segundo mayor accionista) y la Administración de Aviación Civil de China (CAAC), una agencia administrativa del Consejo de Estado, posee participaciones mayoritarias y de control en China Southern Airlines, China Eastern Airlines y Air China.
El número total de aviones de todas las compañías de China continental combinadas se acercará a los 1.580 en 2010, frente a los 863 de 2006. Para 2025, se estima que la cifra será de 4.000.
Las veintisiete compañías aéreas de la China continental manejaron 138 millones de pasajeros y 22,17 millones de toneladas de carga en 2005.

### Aeropuertos

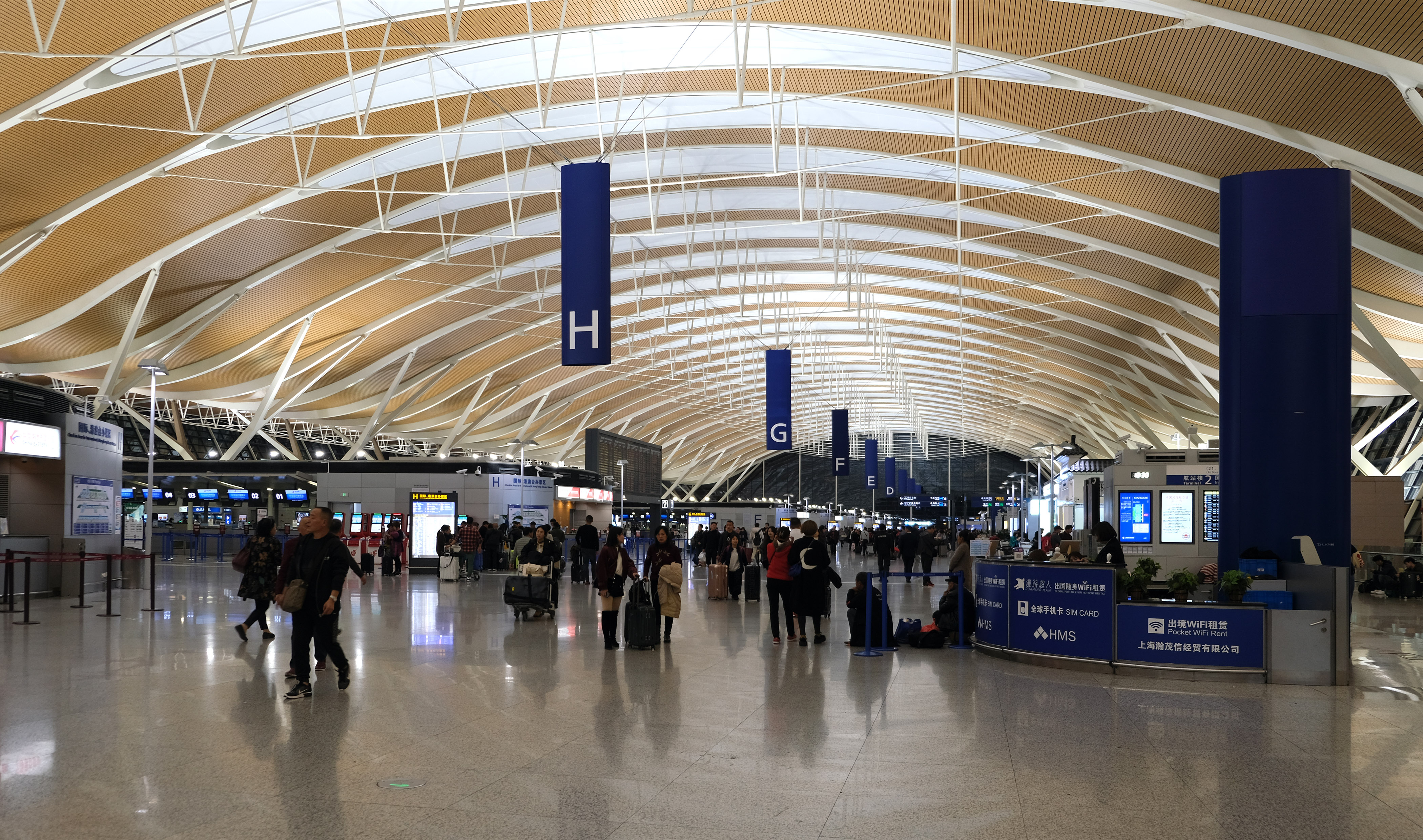
Aeropuerto Internacional de Shanghai Pudong, interior

En 2007, China contaba con 467 aeropuertos. De los principales aeropuertos de China, el Aeropuerto Internacional de Pekín Capital (PEK), situado a 27 km al noreste del centro de Pekín, tiene el mayor flujo de pasajeros al año y es el segundo más concurrido del mundo.
Shanghái tiene el segundo mayor tráfico aéreo de China a través de sus dos aeropuertos combinados, el Aeropuerto Internacional de Pudong de Shanghái (PVG), situado a 30 km al sureste del centro de Shanghái, y el Aeropuerto Internacional de Hongqiao de Shanghái (SHA), situado a 13 km al oeste del centro de Shanghái. Ambos están bajo el control de la Autoridad Aeroportuaria de Shanghai.
El Aeropuerto Internacional de Guangzhou Baiyun (CAN), inaugurado en agosto de 2004, está situado a 28 km del centro de Guangzhou.

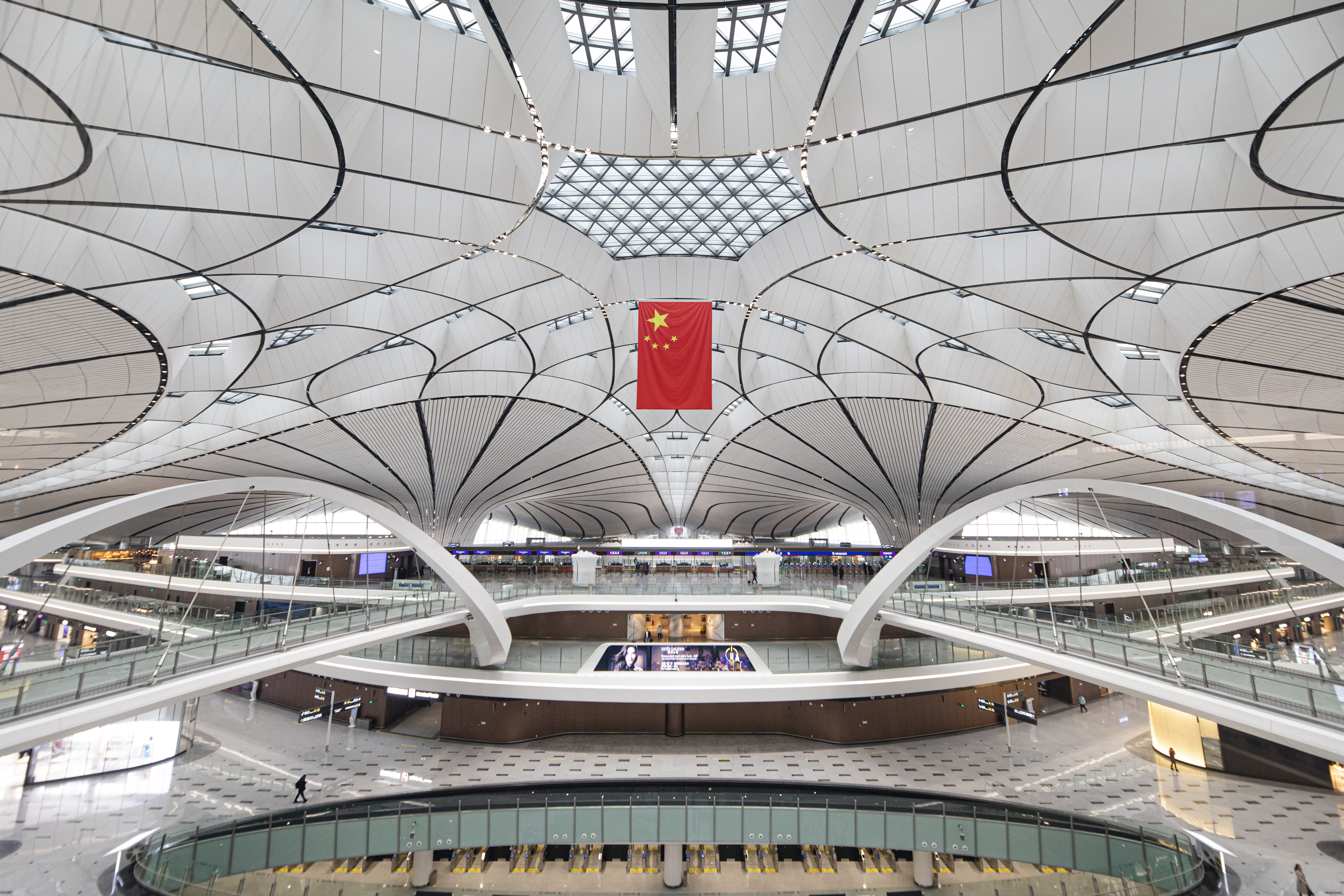
Aeropuerto Internacional Beijing Daxing.

Otros aeropuertos importantes se encuentran en Chengdu, Chongqing, Dalian, Hangzhou, Harbin, Hohhot, Kunming, Qingdao, Shenyang, Tianjin, Urumqi, Xiamen y Xi'an.
China cuenta con numerosos vuelos internacionales a la mayoría de los países del mundo y con un gran número de aerolíneas regionales nacionales. El tráfico aéreo dentro de la China continental suele conectarse a través de Pekín, Shanghai o Guangzhou. Son, respectivamente, los principales centros de operaciones de Air China, China Eastern Airlines y China Southern Airlines. En 2003, el sector de la aviación civil china transportó casi 2,2 millones de toneladas de carga y 126,3 mil millones de pasajeros/kilómetros.
Los vuelos de pasajeros a Taiwán y otros lugares bajo administración de la República de China deben seguir normas especiales. Los vuelos entre China continental y los aeropuertos internacionales de Hong Kong (HKG) y Macao (MFM) se consideran internacionales.
China también culminó la construcción del nuevo Aeropuerto Internacional de Pekín Daxing, cuya finalización y puesta en marcha estuvo prevista para 2019. Se convertirá en el mayor aeropuerto del país, con nueve pistas, y se convertirá en el más transitado del mundo por el tráfico internacional de pasajeros, superando al aeropuerto de Heathrow y tendrá más pasajeros que el Hartsfield-Jackson, que es actualmente el más transitado del mundo.

## Puertos y transporte marítimo

### Puertos comerciales

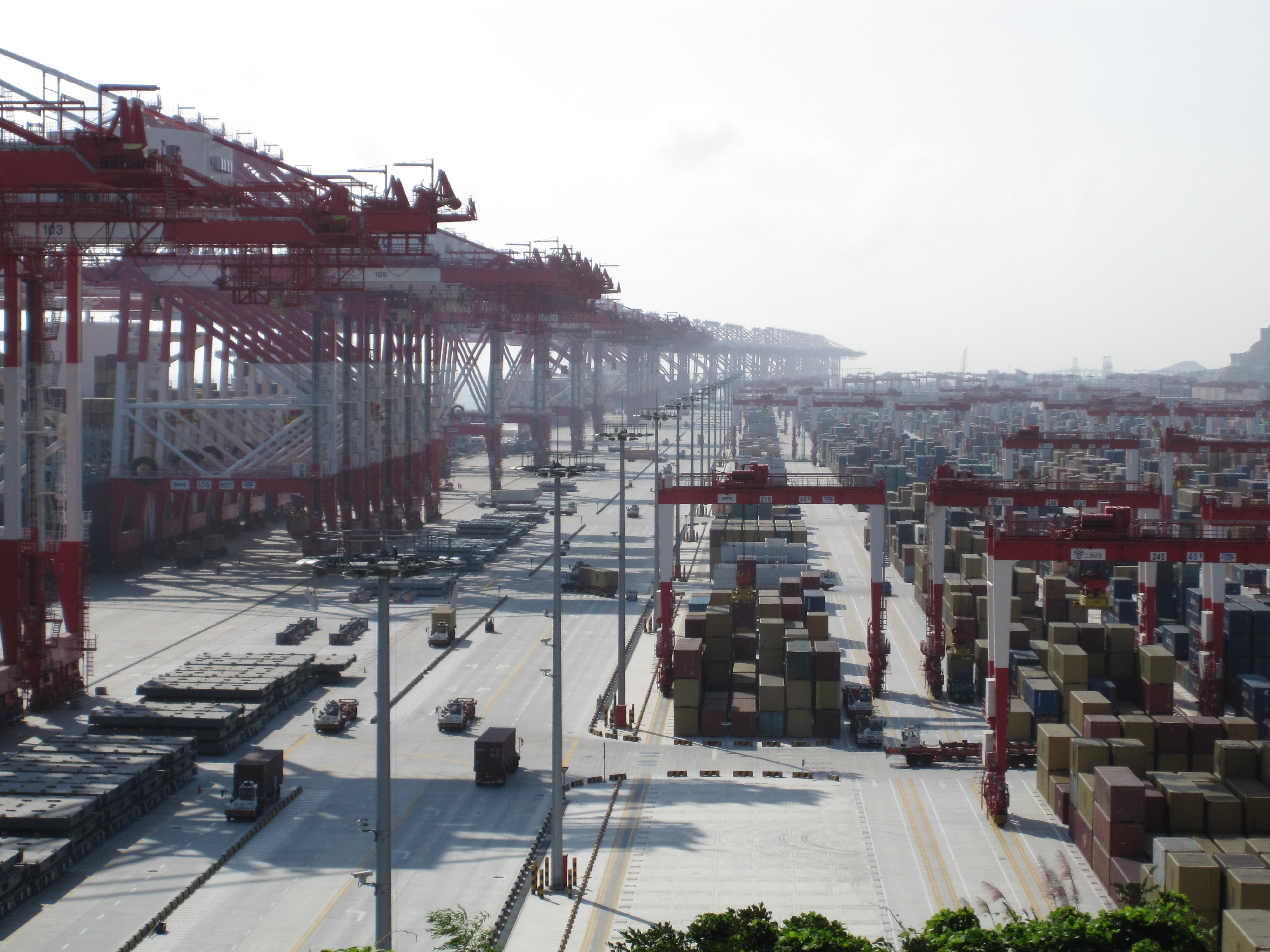
Puerto de Yangshan, frente a la costa de Shanghai

China tiene más de 2.000 puertos, 130 de los cuales están abiertos a los barcos extranjeros. Los principales puertos, incluidos los puertos fluviales a los que pueden acceder los buques oceánicos, son Beihai, Dalian, Dandong, Fuzhou, Guangzhou, Haikou, Hankou, Huangpu, Jiujiang, Lianyungang, Nanjing, Nantong, Ningbo, Qingdao, Qinhuangdao, Rizhao, Sanya, Shanghai, Shantou, Shenzhen, Tianjin, Weihai, Wenzhou, Xiamen, Xingang, Yangzhou, Yantai y Zhanjiang.
China tiene dieciséis puertos marítimos "importantes" con una capacidad de más de 50 millones de toneladas al año. En conjunto, la capacidad total de transporte marítimo de China supera los 2.890 millones de toneladas. Para 2010, se espera que el 35% del transporte marítimo mundial tenga su origen en China. Las siete mayores terminales portuarias son Dalian, Guangzhou, Nanjing, Ningbo, Qingdao, Qinhuangdao y Shanghai. Además, Hong Kong es un gran puerto internacional que sirve de importante centro comercial para China. En 2005, el Departamento de Gestión Portuaria de Shanghái informó de que su puerto se había convertido en el mayor puerto de carga del mundo, al procesar una carga superior a los 443 millones de toneladas y superar al puerto de Singapur. En la actualidad, el puerto de Shanghai está siendo objeto de importantes mejoras. La Shanghai Model Port Alliance es responsable de muchas de las mejoras que se espera que hagan que el puerto de Shanghai esté más automatizado, minimizando la pérdida de mercancías y de tiempo, y ayudando a las aduanas a recaudar aranceles más precisos.

### Vías fluviales

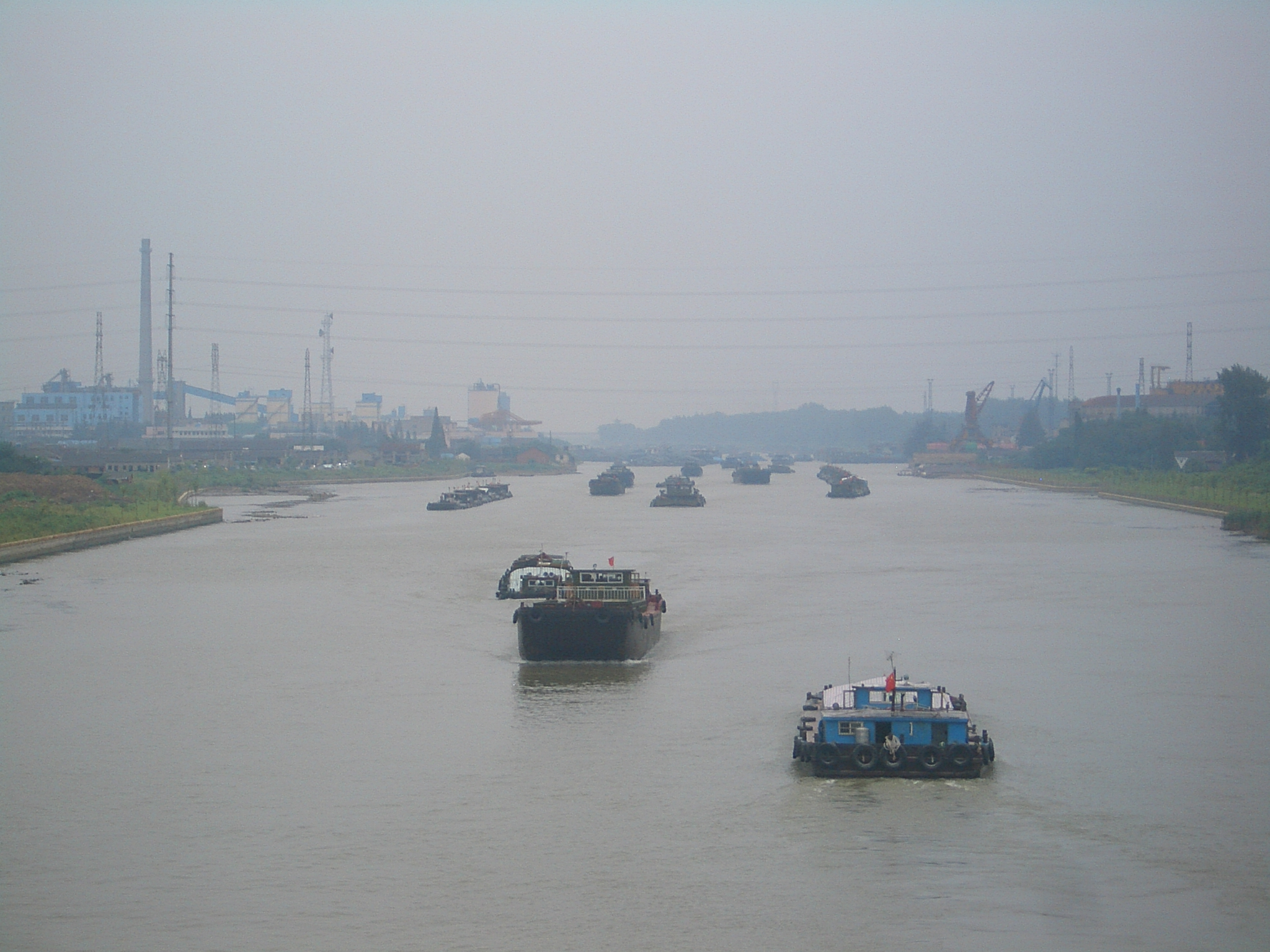
Vista del Gran Canal de China

China tiene 127.000 kilómetros de ríos, arroyos, lagos y canales navegables, más que cualquier país del mundo. En 2015, el tráfico en las vías navegables interiores ha crecido hasta los 3.459 millones de toneladas, el volumen de carga hasta los 1,331 billones de tkm. Esto supone el triple de volumen desde 2006. El tráfico de pasajeros es de 271 millones de personas y 7.308 millones de personas-km (2015), según el boletín estadístico de la industria del transporte de 2015.
Los principales ríos navegables son el Heilong Jiang; el río Yangtze; el río Xiang, un ramal corto del Yangtze; el río Perla; el río Huangpu; el río Lijiang; y el Xi Jiang.
Los barcos de hasta 10.000 toneladas pueden navegar más de 1.000 km por el Yangtsé hasta Wuhan. Los barcos de 1.000 toneladas pueden navegar desde Wuhan hasta Chongqing, otros 1.286 km (799 mi) río arriba. El Gran Canal es el más largo del mundo, con 1.794 km, y su parte sur es clave para el transporte de barcazas entre el condado de Liangshan, al sur del río Amarillo, y Hangzhou. Une cinco ríos principales: el Haihe, el Huai, el Amarillo, el Qiantang y el Yangtze.

La construcción de nuevos ferrocarriles y carreteras ha disminuido la utilidad de los ríos chinos para el transporte de pasajeros. No obstante, los barcos de pasajeros siguen siendo populares en algunas regiones montañosas, como el oeste de Hubei y Chongqing (la zona de las Tres Gargantas), donde el ferrocarril es escaso y el acceso por carretera a muchas ciudades es inconveniente.

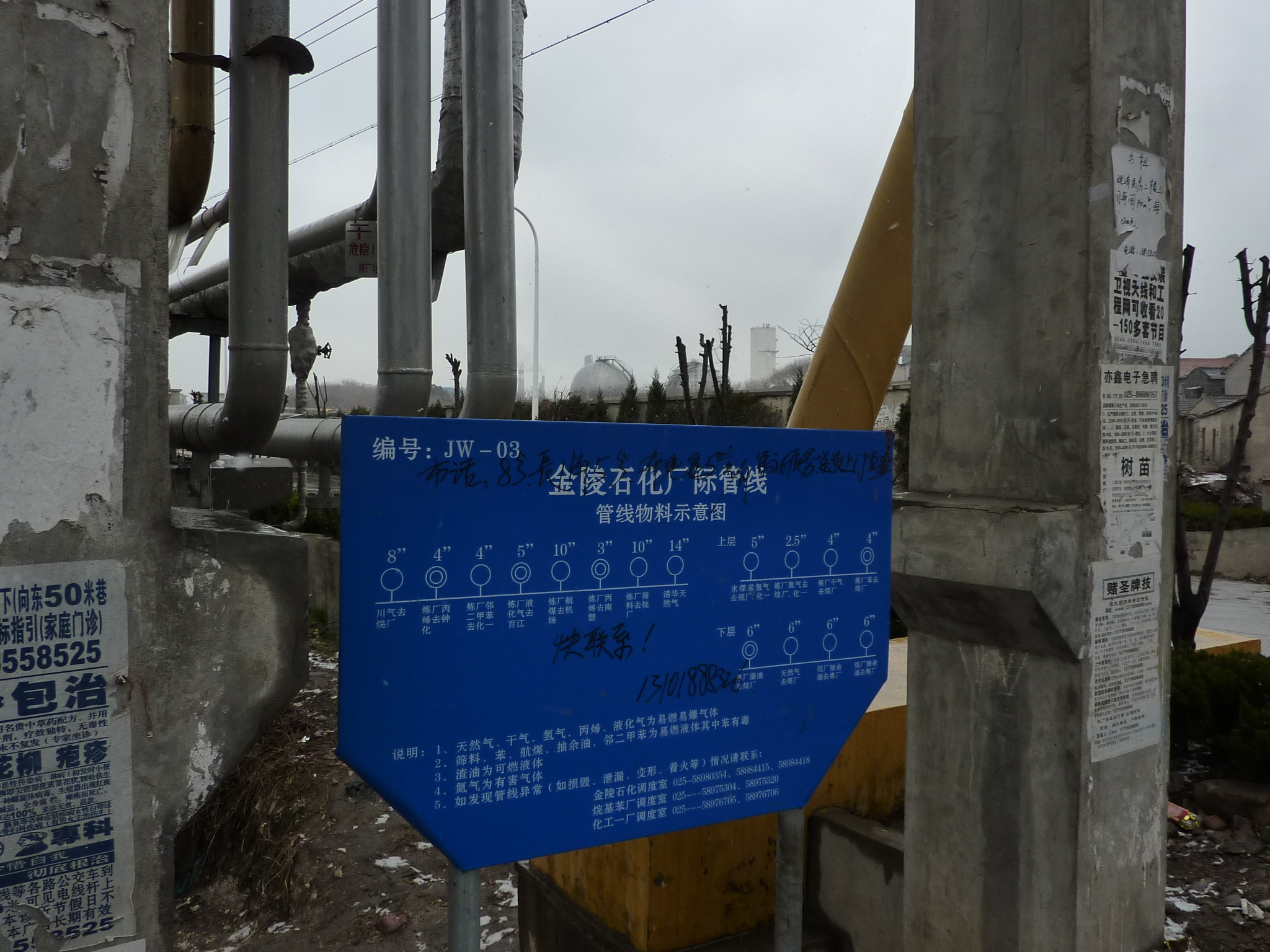
Tuberías cerca de las refinerías de petróleo en Ganjiaxiang, distrito de Qixia, Nanjing

## Tuberías
En 2006, China tenía 22.664 km de gasoductos, 15.256 km de oleoductos y 6.106 km de productos refinados. Debido a la creciente dependencia del petróleo y el gas, la longitud total de los oleoductos y gasoductos en China ha aumentado hasta los 70.000 km (43.496 mi) desde los 22.000 km (13.670 mi) de 1997, extendiéndose desde los yacimientos de petróleo y gas de las regiones occidentales y nororientales hasta las zonas costeras densamente pobladas del este. A finales de 2010, la red podría superar los 90.000 km.
Los oleoductos chinos transportaron 219,9 millones de toneladas de petróleo y gas natural en 2003. Como gran consumidor de petróleo y gas, China está buscando más suministros externos. En 2004 finalizó la construcción de un gasoducto de 4.200 km de longitud desde Xinjiang hasta Shanghai (Gasoducto Oeste-Este). El gobierno espera que el uso del gas natural ayude a reducir el uso del carbón, responsable de gran parte de la contaminación atmosférica.